# Хубов, Никита Георгиевич
Ники́та Гео́ргиевич Ху́бов (25 апреля 1936 — 25 ноября 2018) — советский и российский кинорежиссёр, сценарист  и оператор, заслуженный деятель искусств Российской Федерации (2000).

## Биография
Родился 25 апреля 1936 года в Москве. Сын музыковеда, заслуженного деятеля искусств РСФСР Георгия Хубова (1902—1981) и переводчицы Ревекки Гальпериной (1902—1976). Внук писателя Менаше Галперна.
Учился в Московском полиграфическом институте. В 1963 году окончил операторский факультет ВГИКа (мастерская Б. И. Волчека).
Свой творческий путь в кино начинал как один из операторов фильма Ричарда Викторова «Третья ракета», после чего был какое-то время оператором и режиссёром документального кино в Минске на студии «Беларусьфильм», а также на Центральном Телевидении. В дальнейшем, с 1972 года, стал работать на киностудии имени М. Горького, где и ставил свои фильмы. Соавтор сценария большинства собственных фильмов.

### Личная жизнь
Жена актриса Лариса Блинова. Дочь Дарья Хубова, генеральный продюсер телеканала «Время», входящего в «Цифровое Телесемейство» компании «Первый канал. Всемирная сеть». 
Похоронен в Москве на Армянском кладбище.

## Фильмография

### «Беларусьфильм»[4]

#### Оператор
- 1963 — Третья ракета, игровой (совместно с Андреем Кирилловым; диплом IV Кинофестиваля республик Прибалтики и Белоруссии; — Минск, 1964).

#### Режиссёр и оператор
- 1965 — Будни солёных забоев (Почётный диплом VI Кинофестиваля республик Прибалтики, Белоруссии, Молдавии; — Вильнюс, 1966)

#### Режиссёр
- 1965 — Брестское шоссе
- 1965 — Отзывается ночь
- 1966 — На старых сенокосах
- 1966 — Откровенный разговор
- 1967 — Вива, вита!
- 1967 — Праздничный альбом
- 1968 — Герои не опаздывают
- 1968 — На нашей улице праздник

### Киностудия имени Горького

#### Режиссёр
- 1975 — Меняю собаку на паровоз
- 1977 — Предательница
- 1980 — Эскадрон гусар летучих (совместно с С. Ростоцким)
- 1986 — Очень страшная история
- 1988 — Роковая ошибка
- 1990 — Тело[5]

- 1998 — Игра в браслетах

#### Сценарист
- 1975 — Меняю собаку на паровоз
- 1977 — Предательница
- 1988 — Роковая ошибка
- 1998 — Игра в браслетах

## Награды
- Заслуженный деятель искусств Российской Федерации (2000) — за заслуги в области искусства[6]
- Диплом IV кинофестиваля республик Прибалтики и Белоруссии (Минск, 1964) — за фильм «Третья ракета» (совместно с Андреем Кирилловым)
- Почётный диплом VI кинофестиваля республик Прибалтики, Белоруссии, Молдавии (Вильнюс, 1966) — за фильм «Будни солёных забоев»